# Nemoria thymele
Nemoria thymele là một loài bướm đêm trong họ Geometridae.